# Wilków Złotoryjski
Wilków Złotoryjski − zamknięta w 1999 roku i zlikwidowana w 2004 roku ładownia publiczna, a dawniej stacja kolejowa, w Wilkowie, w Polsce, w województwie dolnośląskim, w powiecie złotoryjskim, w gminie Złotoryja. Przystanek został otwarty w dniu 15 maja 1951 roku razem z  linią kolejową z Jerzmanic Zdroju do Leszczyn.